# پوسلدنیکوو
پوسلدنیکوو (به لاتین: Poslednikovo) یک منطقهٔ مسکونی در روسیه است که در سرزمین آلتای واقع شده‌است.